# クワッドローター

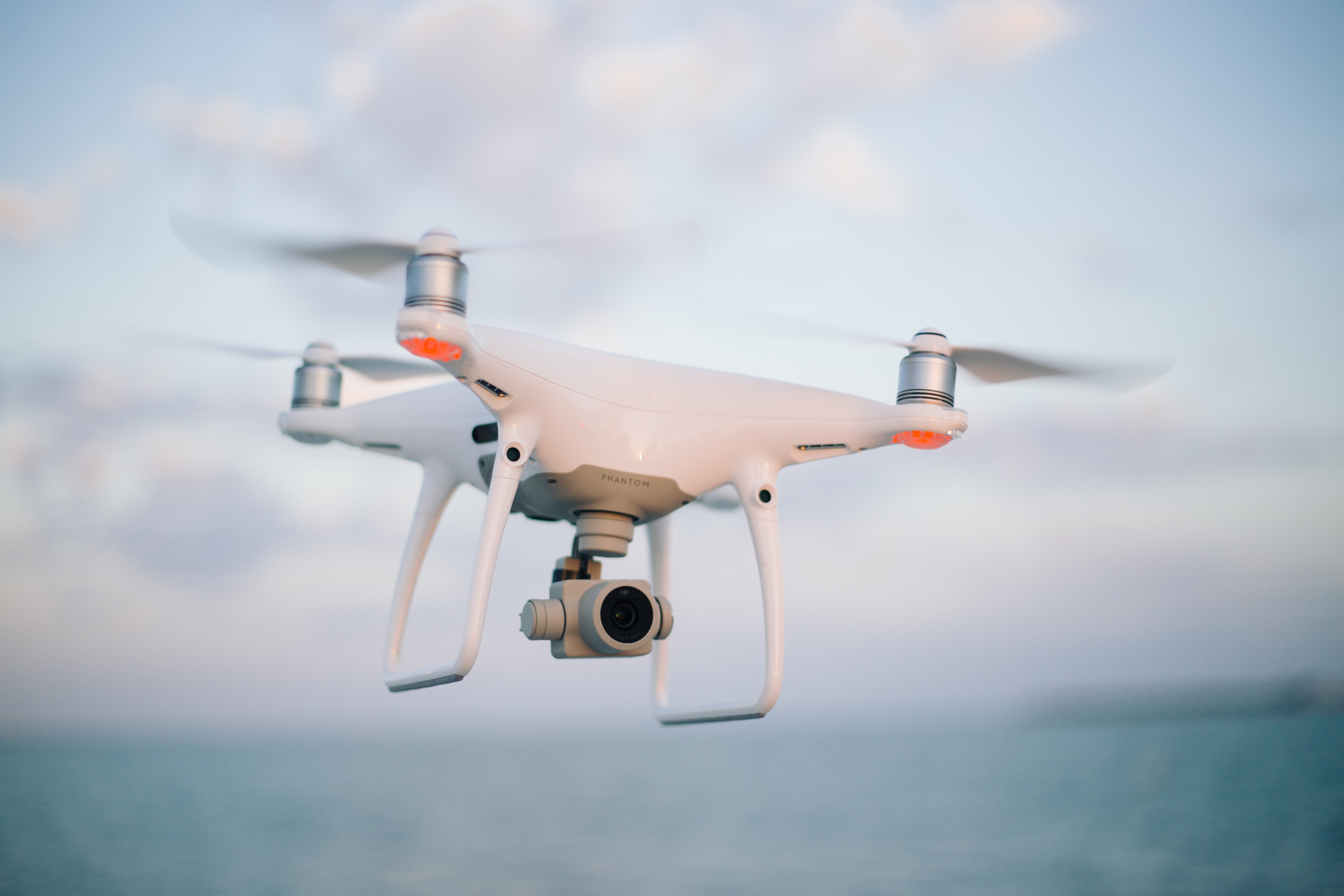
クワッドローター機の例
（DJI社のPHANTOMシリーズ）

クワッドローター/ロータ、クワドローター/ロータ、クアッドローター/ロータ（英: quadrotor）、クワッドコプター/コプタ、クワドコプター/コプタ、クアッドコプター/コプタ（英: quadcopter）は、離陸・推進に4つの回転翼を用いる航空機、ないし小型無人機の総称である。
なお、有人のものは実用化された例が無いため、クワッドローターといえば基本的に無線操縦する無人機タイプ、すなわち4モーターのマルチコプターを指す。

## 名称
「4」を意味する"quad-"または"quadro-"、「回転翼」を意味する"rotor"、そしてヘリコプターという言葉を組み合わせた名称となっており、「quad」の音写にはクワッド/クアッド/クワド/カッドなど幾通りかある。
英語ではquadrotor、quadrotor helicopter、quadcopter、quadrocopterなどの分類がある。

## 概要

### 無人タイプ
1980年代に名古屋大学で電動式のクアッドコプターの開発が進められた。当時はまだ蓄電池の容量が少なかったので外部から電力を給電する有線式だった。
1989年7月、キーエンスは世界に先駆けて「キーエンス ジャイロソーサー E-170」を発売した。飛行時間は1分30秒だった。北米ではそれから10年後「Draganflyer」が登場し映画に使用されるなど、徐々にクワッドコプターが普及し始める。当時はジャイロスコープはモーターでコマを回転させる形式であったが、2000年代以降にマルチコプターが普及した背景にはスマートフォン等に使用されるMEMSジャイロスコープや加速度センサーが大量生産されて廉価になったことによる副次的な恩恵を受けたことが挙げられる。
2010年にParrot社が4モーターのクアッドコプター「AR.Drone」を発売した。それまで、もっぱら産業機器であったドローンが一般人でも簡単に入手、飛行させられるというインパクトは大きく、大ヒット商品となった。各社はクアッドローターに注目し開発に参入、DJI「Phantom」シリーズの登場で市場が拡大。クアッドローターがホビー用として確固とした地位を築く一因となった。6モーターや8モーターのマルチコプターと比べたとき、モーター数が少ないことによる機体軽量化のメリットが生じ、安価に製作可能であったり、少ないバッテリーで航続距離を伸ばすことが可能な利点から、今日のクアッドコプターはホビー用普及帯モデルに多い。
進行方向は、固定ピッチの回転翼の回転数を変えて、発生する推力とトルクを変更することにより制御するものが多いが、可変ピッチ回転翼によって推力を変更して制御するタイプもある。

### 有人タイプ

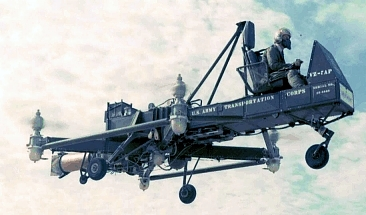
フライングジープとして開発されたカーチス・ライト VZ-7

4つの回転翼で揚力を生み出すため、マルチローター機、回転翼機に分類される。回転翼を用いるという意味ではヘリコプターに分類されることもある。
有人クワッドローターの歴史は古く、幾度となく軍事兵器として研究されてきた。ヘリコプターの黎明期である1907年にBreguet-Richet Gyroplaneの飛行が試みられた。1922年にはde Bothezat helicopterの飛行が試みられた。その後も1958年にカーチス・ライト VZ-7や1963年にX-19、1966年にダクテッドファンを装備したX-22が開発された。1994年3月7日に日本航空協会の公式試験で人力ヘリコプターであるYURI-Iが高さ20cm、滞空時間19.46秒の飛行に成功した。
今日でもクアッド・ティルトローターやクワッドローターに良く似た外観を持つ8ローターの有人機が研究されている。

## 飛行原理

クワッドローターの模式図

クワッドローターの赤いローター（プロペラ）は右回転、青いローターは左回転し、推力とトルクを生成する。全てのローターの回転数を上げることで機体は上昇し、回転数を下げることで機体は降下する。また、それぞれのローターの回転数を変える事で機体を前後左右、回転する事ができる。
| |                                                                       |                                                                                            | |
| クワッドローターのローター1と3は時計回りに回転し、ローター2と4は反時計回りに回転して、制御のために反対のトルクを生み出す。 | 4つのローターすべてに等しい推力を加えることにより、ホバリングを行う。 | 一方向に回転するローターにより多くの推力を加えることにより、ヨー（ヨーイング）を調整する。 | 1つのローター（または2つの隣接するローター）により多くの推力を加え、正反対のローターに少ない推力を加えることにより、ピッチまたはロールを調整する。 |

## 安全性
ローター4つの内、一系統でトラブルが発生しただけで墜落に繋がるため安全性が要求される空撮分野等の産業用途では、ローター数を6つや8つに増やしたマルチコプターを利用するのが望ましい。
他、無線通信の切断、バッテリー切れ、ダウンウォッシュや急降下による揚力・姿勢制御能力喪失などの問題がある。

対策として、パラシュートが考案されている。

## 主な用途と製品例
- 空撮向け

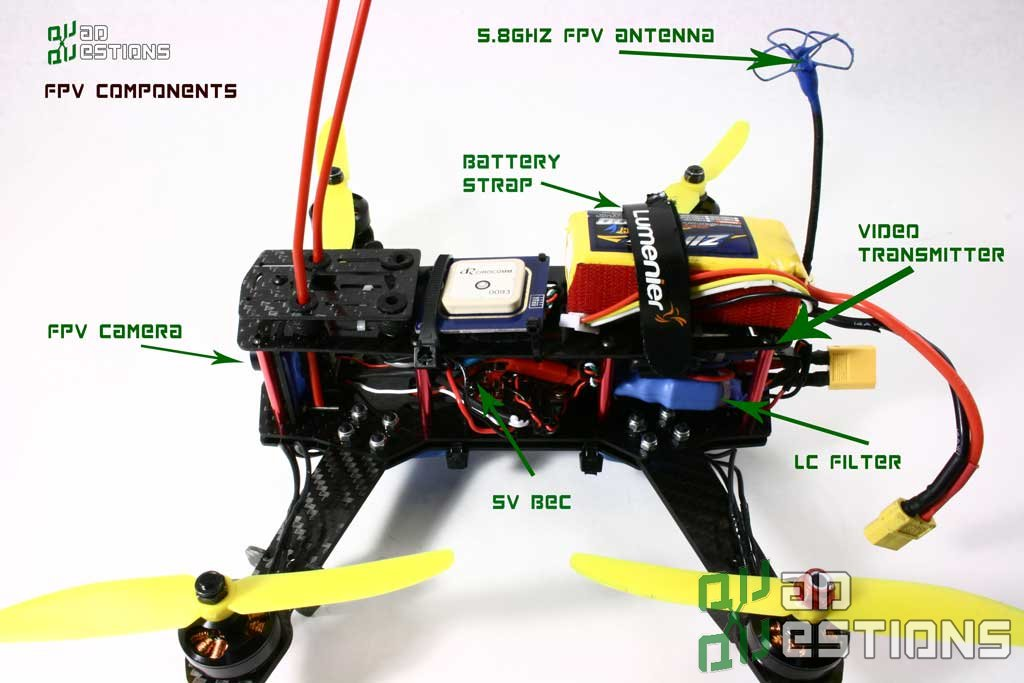
競技向け機体の例

  - DJI - PHANTOMシリーズ、INSPIREシリーズ
  - Parrot - Bebopシリーズ、AR.Droneシリーズ
  - Walkera - Aerial Drones（Voyager 3、Scout X4、QR X350）
- 競技向け（クワッドレーサー）
  - Walkera - Racing Drones（Rodeo 150、F210、Furious 320、Runner 250)
  - ジーフォース - Racer Drone[11]

## 法規制

### 条例等
法律の他にも地方公共団体の定める条例により、飛行が禁止される場合もある。

## ギャラリー

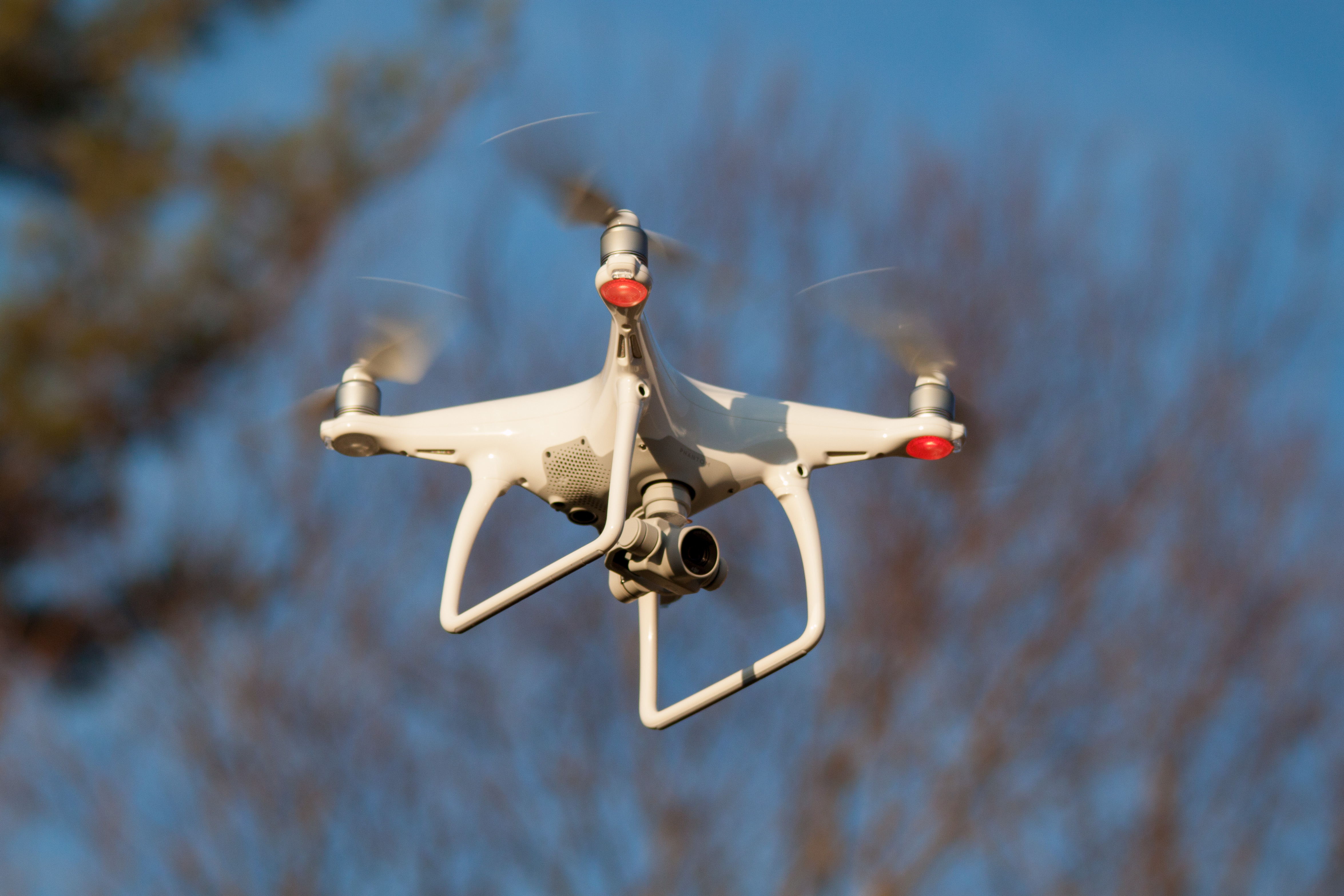
DJI Phantom 4
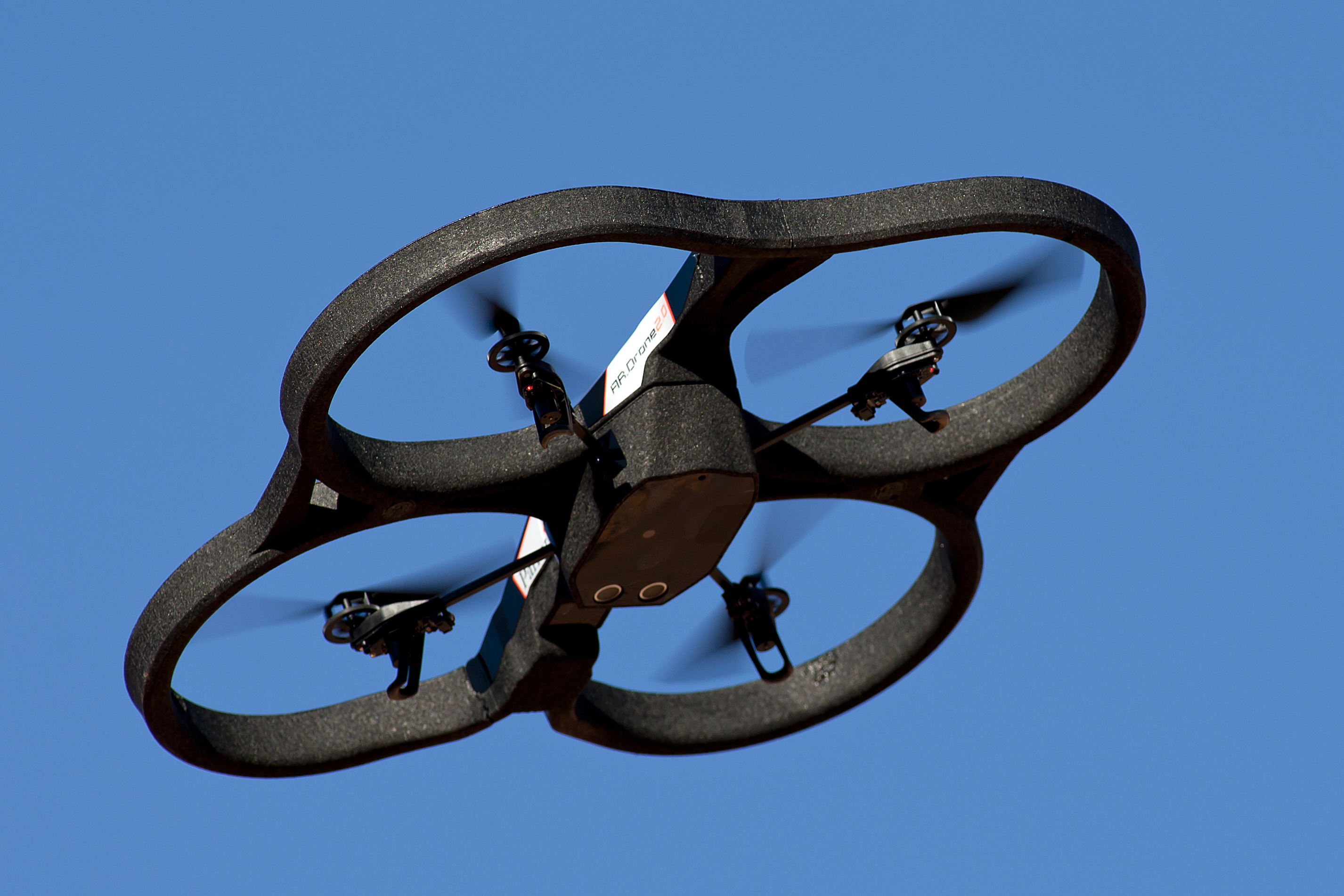
Parrot AR.Drone 2.0
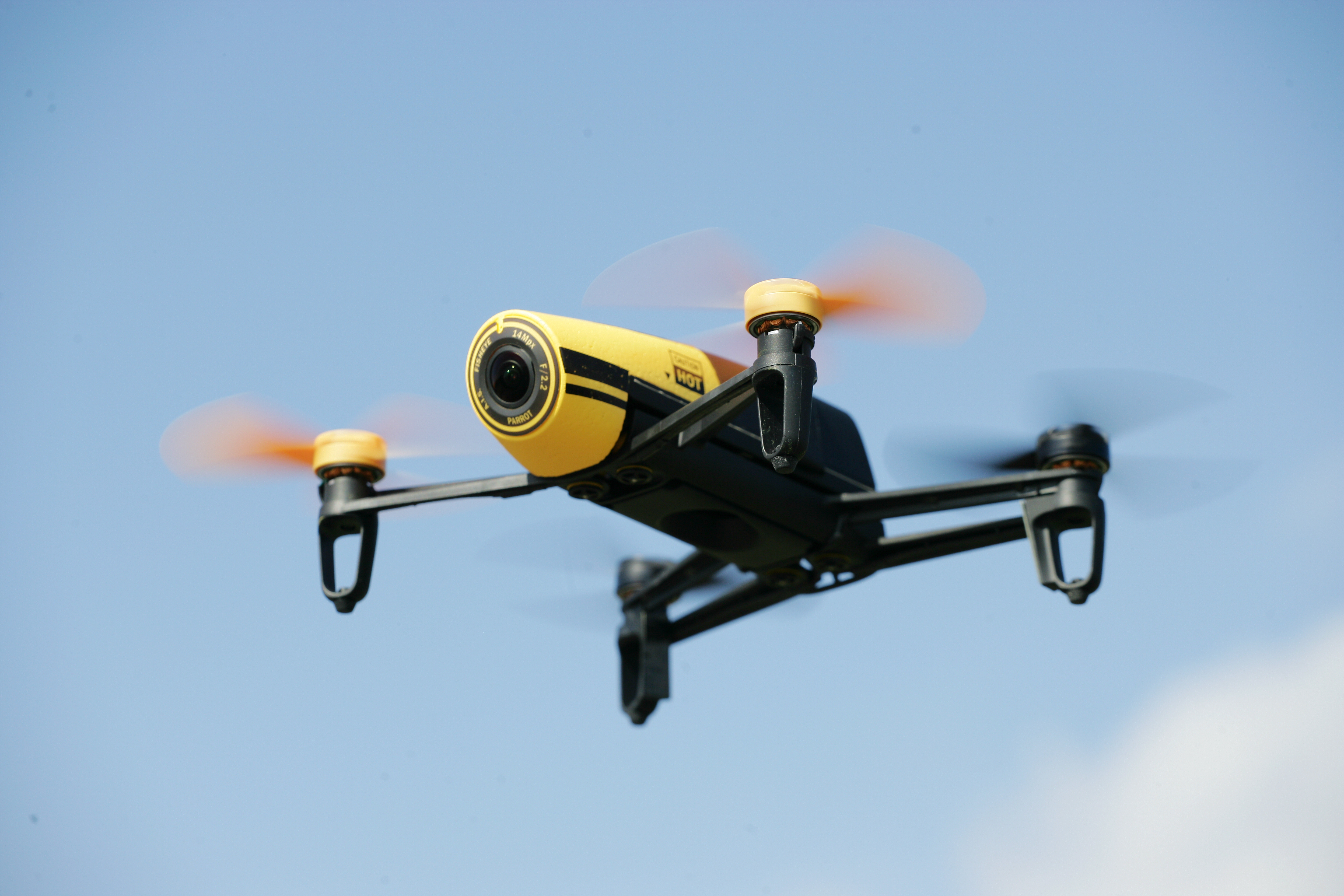
Parrot Bebop 3.0
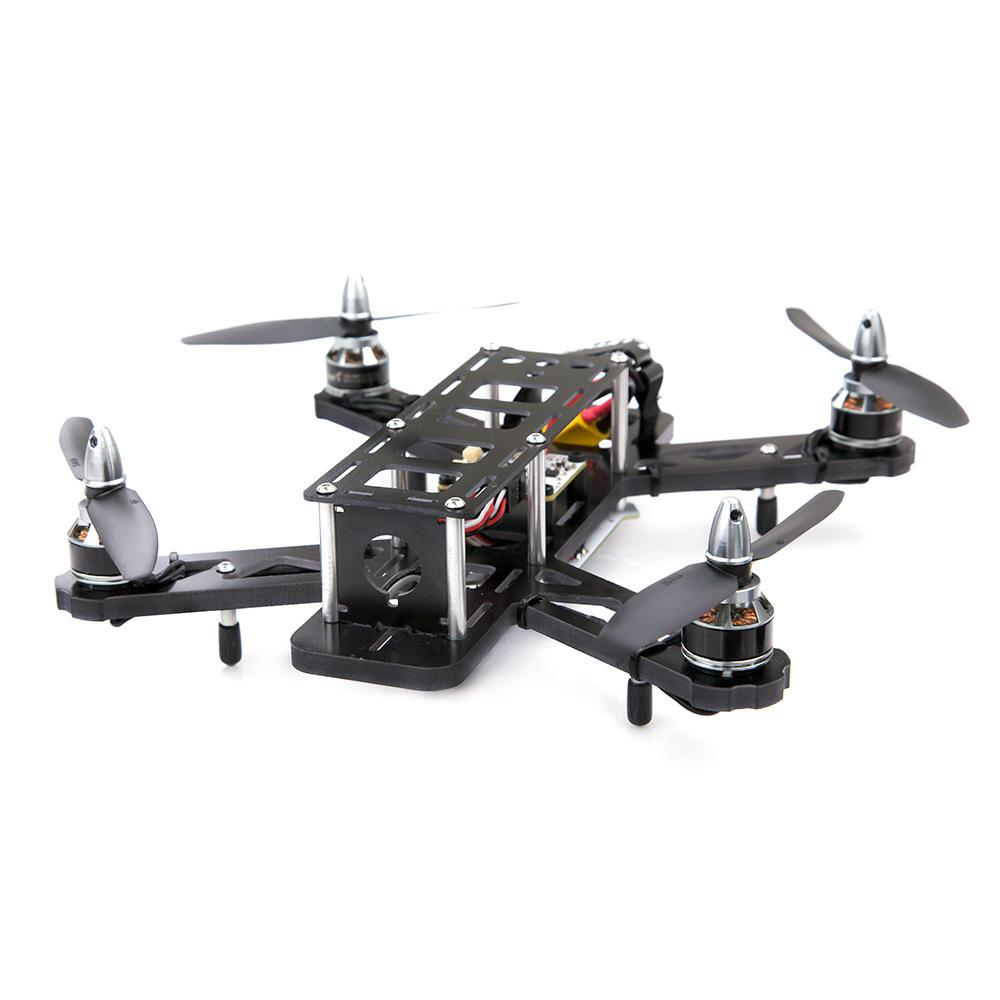
QAV250
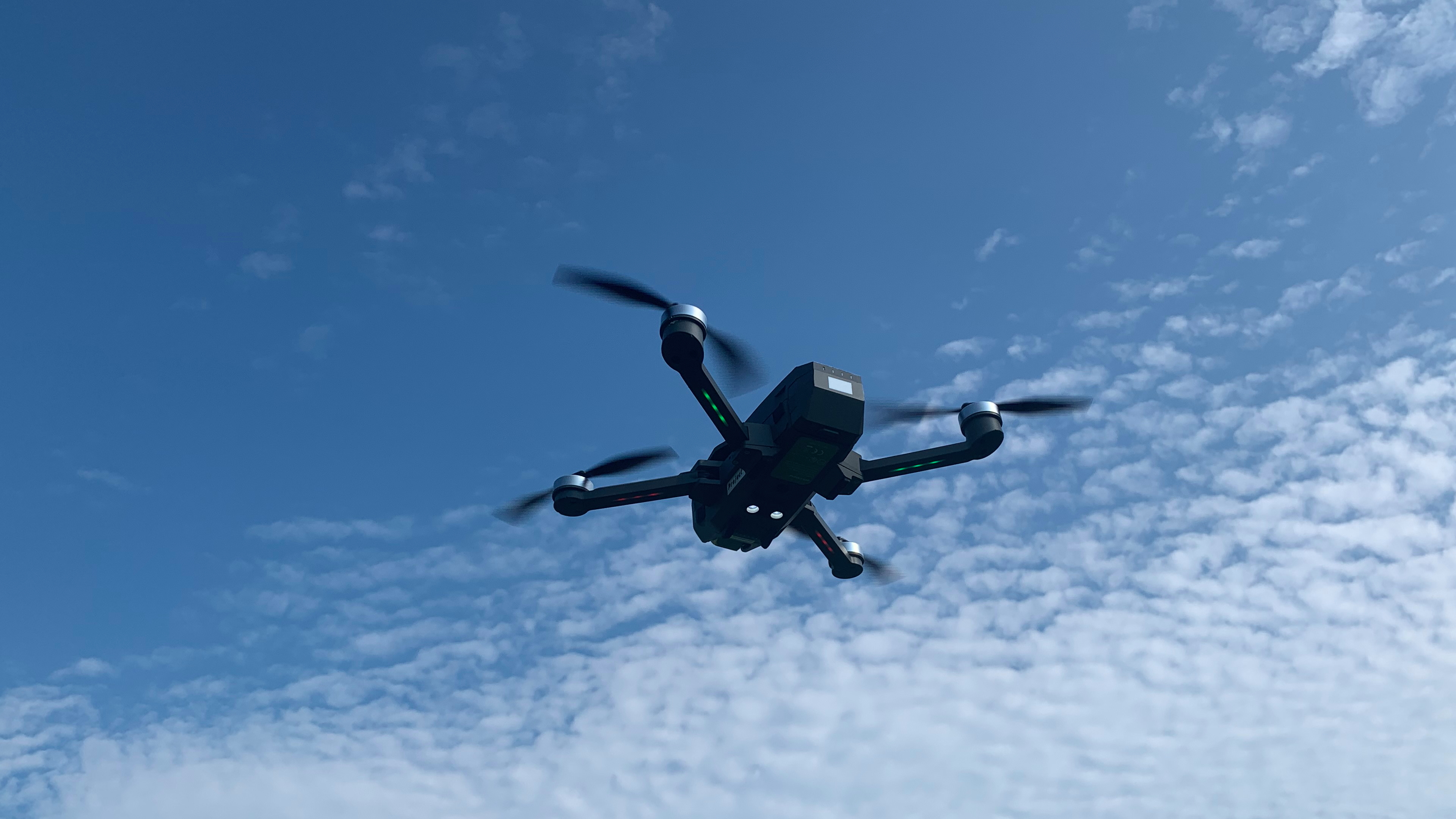
Holy Stone HS720
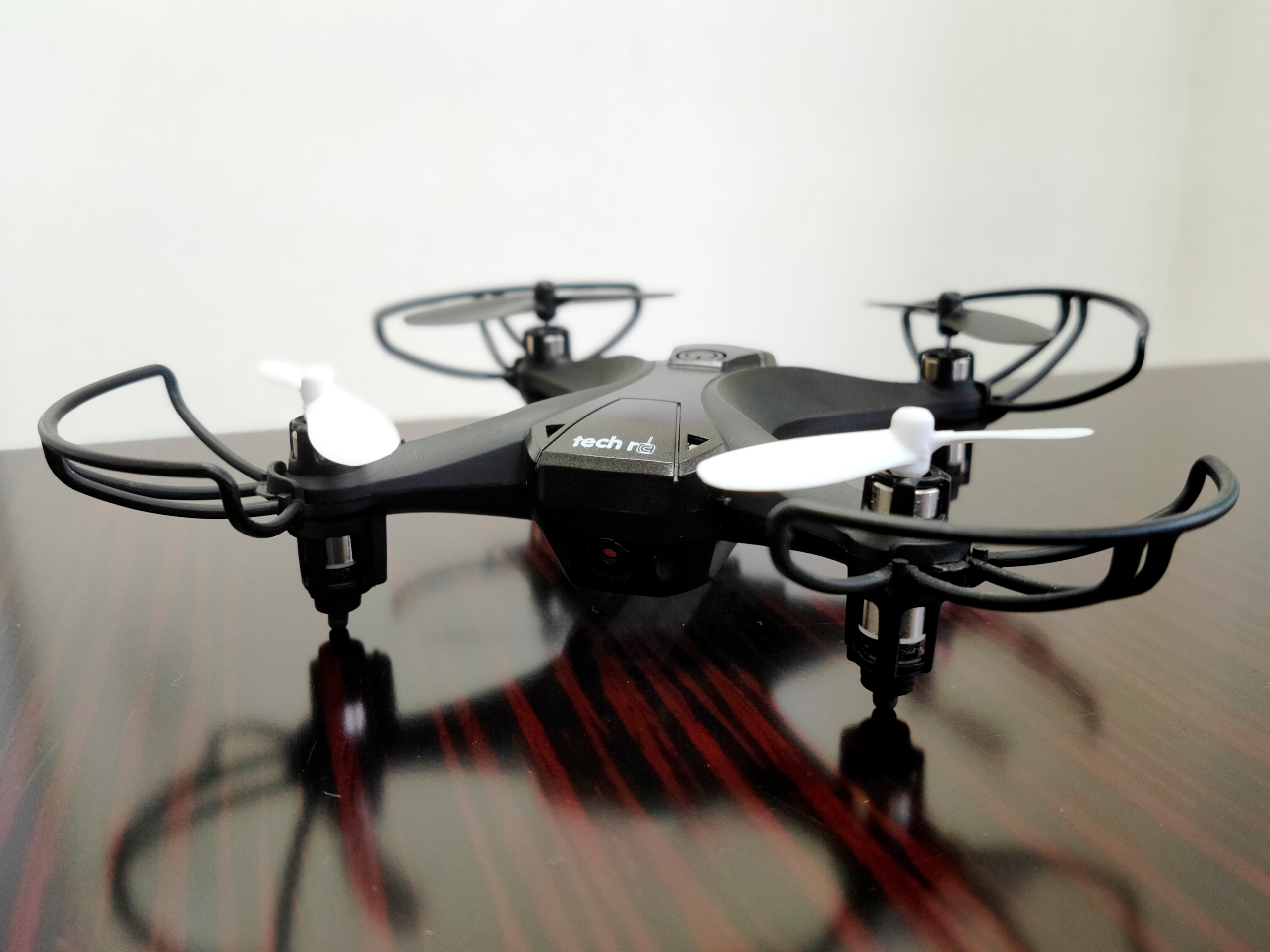
Tech rc TR008W
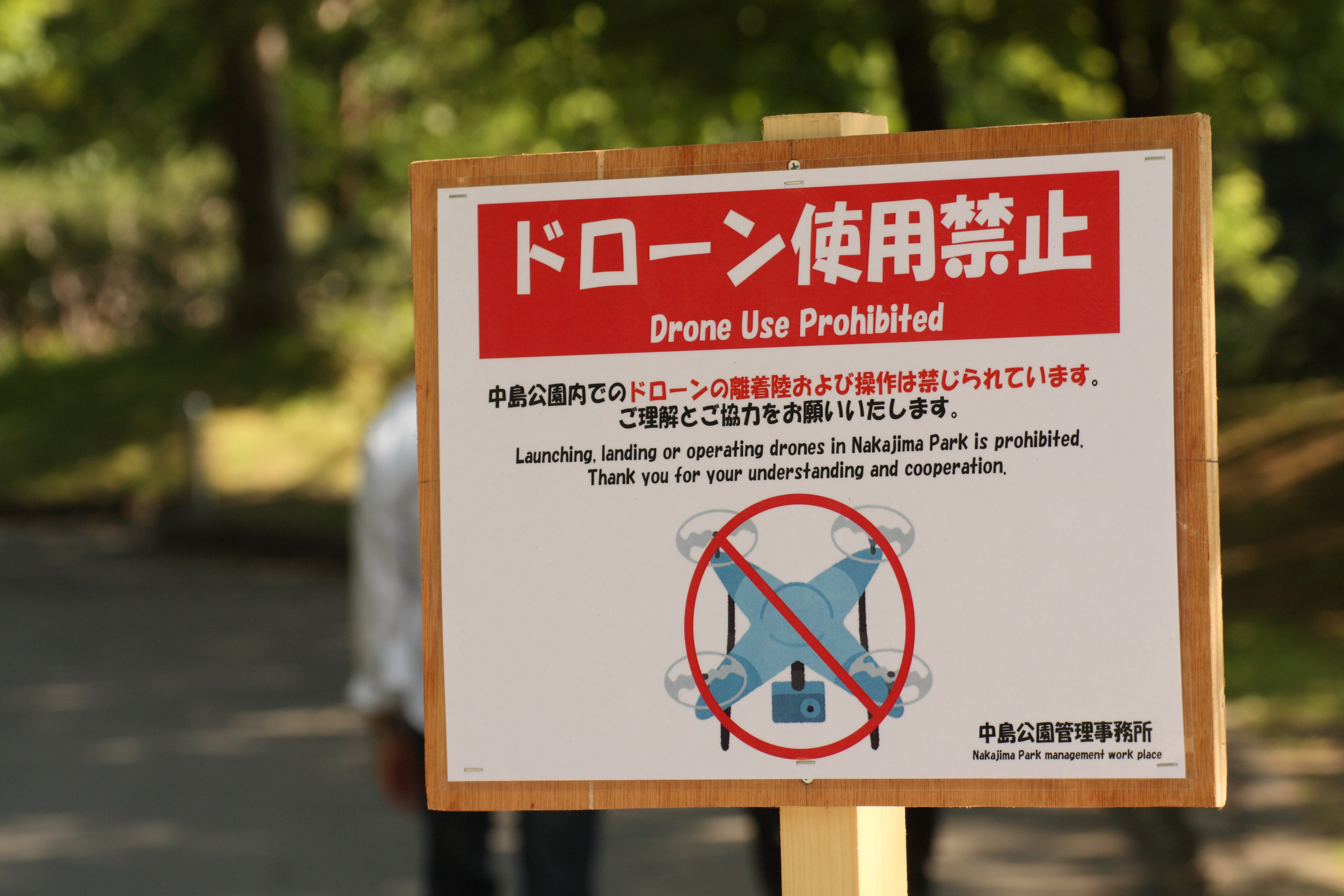
ドローン使用禁止の看板（中島公園）